# Chêne-Bernard
Chêne-Bernard ist eine französische Gemeinde im Département Jura in der Region Bourgogne-Franche-Comté. Sie gehört zum Arrondissement Dole und zum Kanton Tavaux.

## Geografie
Das Gemeindegebiet rund um den Weiler La Chalonge liegt als Exklave abgetrennt im Südwesten. Dazwischen liegt die Gemeinde Pleure. An der südlichen Gemeindegrenze verläuft das Flüsschen Dorme. Die weiteren Nachbargemeinden sind Gatey, Tassenières und Biefmorin.
La Chalonge grenzt neben Pleure im Uhrzeigersinn an Sergenon, Rye, Les Essards-Taignevaux und Chaînée-des-Coupis.

## Weblinks

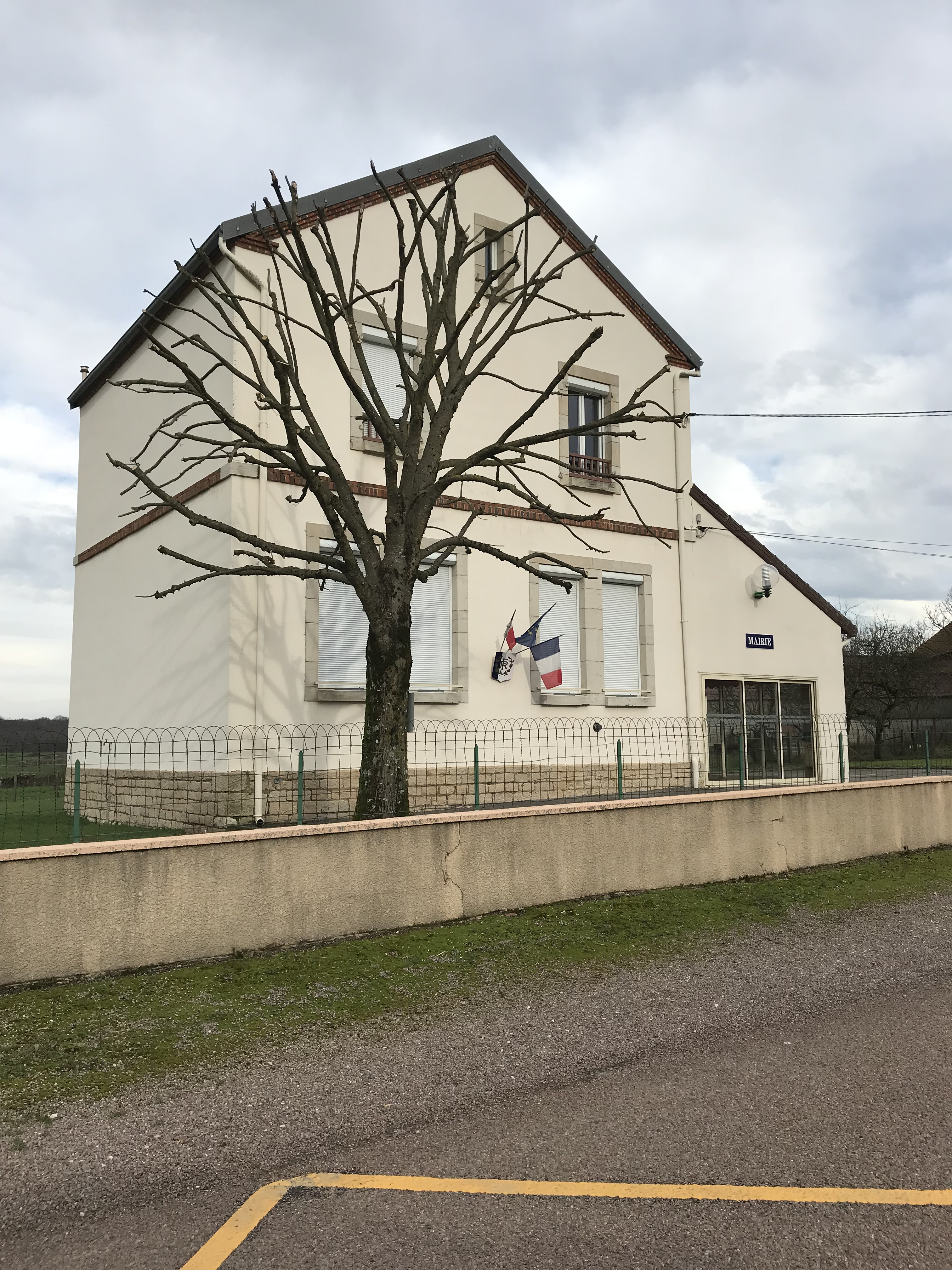
Mairie Chêne-Bernard

## Bevölkerungsentwicklung
| Jahr                       | 1962 | 1968 | 1975 | 1982 | 1990 | 1999 | 2008 | 2017 |
| Einwohner                  | 64   | 58   | 54   | 78   | 68   | 62   | 72   | 64   |
| Quellen: Cassini und INSEE |      |      |      |      |      |      |      |      |